# Kusokrywka wiązowa
Kusokrywka wiązowa (Necydalis ulmi) – gatunek chrząszcza z rodziny kózkowatych. 